# Denny Cordell
Denny Cordell (1. srpna 1943 – 18. února 1995) byl anglický hudební producent.
Narodil se v Buenos Aires v Argentině, ale dětství prožil v Anglii. V polovině šedesátých let se seznámil s Chrisem Blackwellem a začal pracovat jako producent pro jeho hudební vydavatelství Island Records; později pracoval jako nezávislý hudební producent pro různá vydavatelství. Roku 1965 produkoval první album skupiny The Moody Blues nazvané The Magnificent Moodies. Roku 1967 produkoval album Procol Harum stejnojmenné skupiny a to včetně hitu „A Whiter Shade of Pale“. Rovněž je producentem alba With a Little Help from My Friends zpěváka Joe Cockera. Zemřel v roce 1995 na lymfon ve věku 51 let.